# Nicolae Grigore Deac
Nicolae Grigore Deac (n. 30 iulie 1891, Tăureni – d. 18 august 1967, Târnăveni) a fost un deputat în Marea Adunare Națională de la Alba Iulia, organismul legislativ reprezentativ al „tuturor românilor din Transilvania, Banat și Țara Ungurească”, cel care a adoptat hotărârea privind Unirea Transilvaniei cu România, la 1 decembrie 1918.:p. 77

## Biografie
Născut în  Tăureni în anul 1891, Nicolae Grigore Deac a urmat studiile  la Institutul Teologic din Blaj. Devine preot greco-catolic în satul Șomoștelnic, comuna Mica în județul Mureș până în anul 1948 după care își va continua misiunea ca preot ortodox. După 1918 a fost secretar al societății Invalizii de război. Înființează în anul 1925 Banca populară Ajutorul din Subpădure și Speranța din Șomoștelnic. Din anul 1923 este secretarul organizației județene Târnava Mică a P.N.L. După această serie de activități, Deac își află sfârșitul vieții în comuna Târnăveni la 18 august 1967.

## Activitatea politică
A fost ales ca delegat supleant al cercului electoral  Bălăușeri, la Marea Adunare Națională de la Alba Iulia de la 1 decembrie 1918.:p.251- 252

## Decorații
Nicolae Grigore Deac a primit în anul 1922 ordinul Coroana României în rang de cavaler, iar în 1926 a primit medalia Răsplata muncii, clasa I, pentru construcții școlare.:p.251- 252